# Карл Дженкинсън
Карл Даниел Дженкинсън (на английски: Carl Daniel Jenkinson) е английски футболист, състезаващ се за Бромли. Роден в Харлоу, Дженкинсън има както английско, така и финландско гражданство. Това се дължи на факта, че баща му е англичанин, а майка му финландка. Карл се състезава за Англия, въпреки няколкото оферти от страна на Финландия да се състезава за тях в мъжкия им национален отбор.

## Кариера
До 2010 той се състезава за Чарлтън без да запише официален мач, лятото на 2010 е освободен, като до 2011 играе само за аматьорски отбори на няколко приятелски турнира.

### Арсенал
През юни 2011 година Карл е забелязан от скаути на Арсенал и е поканен на проби в резервния отбор. Mалко по-късно заради страхотната си игра е поканен в първия отбор на Арсенал.
Дебютът на Дженкинсън за Арсенал се състои на 16 август 2011 срещу отбора на Удинезе. Карл заменя през второто полувреме контузилия се Йохан Джуру. Дебютът на Дженкънсън в Английската висша лига е на 20 август 2011 година срещу Ливърпул, като дори започва като титуляр на десния бек във въпросния мач. По-късно през сезона Дженкинсън получава контузия, която го вади от игра за 3 месеца. Завръщането му на терена е в мач на резервния отбор срещу резервите на Норич. Влиза като резерва в мача срещу кръвния враг Тотнъм – мач, който е наблюдавал предната година от трибуните.

## Личен живот
Карл и семейството му са дългогодишни запалени фенове на Арсенал. Баща му притежава сезонен билет във всяка една от последните 50 години. При трансфера си в Арсенал той изтъква обичта си към клуба за главна причина за преминаването.